# Збаразький Петро Владиславович
Петро Збаразький (*д/н —1612) — представник українського магнатського і князівського роду. Відомий також як Петро Корибутович-Збаразький.

## Життєпис
Походив з роду Збаразьких гербу Корибут. Третій син князя Владислава Збаразького та Софії Пшилуської. Про дату народження відсутні достеменні відомості. Був охрещений православним. Здобув домашню освіту, про навчання у вищих закладах немає даних. Доволі рано втратив батька — 1581 року. У молодому віці перейшов у лютеранство.
1583 року віддав у річну оренду місто Новий Збараж разом із волостю й усіма данинами та повинностями місцевих бояр. У 1585 році отримав частину володінь стрийка Стефана Андрійовича Збаразького. У 1589 році після руйнування Нового Збаража татарами, замок в Ожигівцях надав статус Нового Збаража.
У 1592 році відбувся поділ дідичевих володінь з братами Стефаном і Костянтином, за яким Петро отримав більшість Волочиської волості включно із замком і містом. Восени того ж року разом з кузеном Янушем Збаразьким відсудив у Варвари Козинської (дружини померлого стрийка Юрія Збаразького) та її другого чоловіка Андрія Фірлея права на опіку над кузинами Гальшкою і Катериною, головним чином їх маєтностями.
У 1593 році оженився з Євою, онукою Костянтина Костянтиновича Вишневецького. Отримав від неї значний посаг. У шлюбі дітей не мав. У 1594 році віддає в оренду на 3 роки половину Нового Збаража (Ожигівців) з селами Миколаю Вонсовичу та жиду Єфраїму за 9100 злотих
Десь у 1595 році під впливом єзуїта Каспера Нагая разом з дружиною перейшов у католицтво. Попри це підтримував православні церкви, насамперед надавав кошти Києво-Печерські лаврі.
17 листопада 1595 року оформлено купчу на половину замку у м. Волочище на горе Замчисько. Навколо замку розбудував містечко (нині називається Підволочиськ).
Є повідомлення, щодо смерті Петра Владиславовича Збаразького у 1603 або 1604 році. Втім виявлено достеменні відомості, за якими його було поховано у 1612 році в Києво-Печерській лаврі.